# Ponte de Donghai

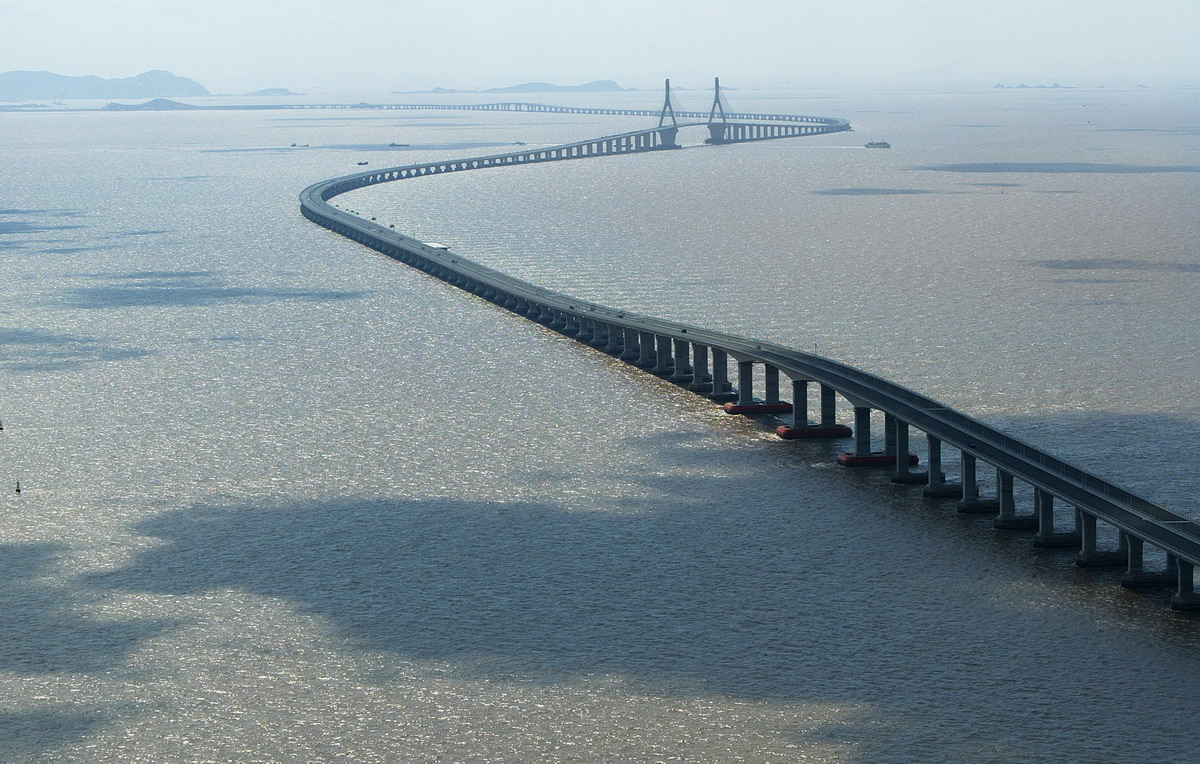
Ponte de Donghai, na China

A Ponte de Donghai, em Língua Portuguesa, Ponte do Mar Oriental, situa-se na República Popular da China e liga o novo porto da cidade de Xangai, Luchaogang,  às ilhas Yangshan, onde está em construção um gigantesco porto de águas profundas.
É a segunda ponte mais extensa do mundo sobre o mar (perdeu a primeira colocação recentemente, com a inauguração da Ponte da Baía de Hangzhou em 01 de maio de 2008) e mede 32,5 km no total, dos quais 24,6 quilómetros sobre as águas. No ranking geral, é a quinta ponte mais extensa do mundo, ficando atrás de duas pontes lacustres no Louisiana (EUA), de uma ponte sobre rio em Nanking, na própria China e da já citada Ponte da Baía de Hangzhou.

## Características principais
- Comprimento total: 32,5 km (em três secções: aproximação sul 2,4 km + 24,6 km sobre o mar + 4,5 km de ligação às ilhas)
- Largura da via: 31,5 m (33 metros nas pontes suspensas).
- Vias de tráfego: 6 vias de circulação + 2 vias laterais de paragem de urgência.
- Pilares: 670 séries espaçadas de 50 m + 2 torres.
- Tabuleiro: 670 secções pesando cada um 1600 toneladas colocados com uma margem de erro máxima de apenas 5 mm. Foram necessárias 100 000 toneladas de asfalto para o revestir.
- Ponte suspensa principal: comprimento de 420 m, altura das torres de 159 m e altura do tabuleiro acima das águas de 40 m (possibilitando assim a passagem de navios de qualquer tonelagem).
- Custo final: 1100 milhões de euros.

## A necessidade da ponte
O crescimento constante e significativo do tráfego do porto de Xangai ao longo do fim da década de 1990, início da década de 2000, levou à decisão pelas autoridades chinesas, de construir um porto de águas profundas ao largo de Xangai, nas ilhas Yangshan, ligando-o a terra através de uma gigantesca ponte sobre o mar com mais de três dezenas de quilómetros.
Os números vieram a confirmar esta necessidade tendo Xangai ultrapassando em volume de mercadorias tratadas, os portos de Roterdão em  2003, Hongkong em 2004 e Singapura em 2005.

## A construção

### O projeto
Mar com profundidade de 5 m a 10 m, assolado por ventos fortes e ondas de 6 metros, e com uma variação de 5 metros entre marés, foram apenas algumas das dificuldades com que a execução de um projecto desta envergadura se defrontava. O os técnicos consideravam que haveria apenas a possibilidade de trabalhar no exterior em 180 dias por ano, apontando para um tempo de construção de sete a oito anos.

### A execução
Iniciada a 26 de Junho de 2002, a estrutura em si seria acabada em 26 de Maio de 2005, menos de três anos após o seu início, estabelecendo um recorde de rapidez na construção, apesar dos ventos, marés e tufões que se abateram sobre o local dos trabalhos. Os acabamentos, que consistiram na asfaltagem e instalação de equipamentos de sinalização e de segurança, foram concluídos em seis meses.
Apenas três anos e meio depois de ter sido iniciada, a ponte seria inaugurada no dia 1 de Dezembro de 2005.
6000 operários, engenheiros e técnicos, remunerados muito acima da média chinesa, com horários de 12 horas de trabalho e habitando na própria ponte à medida que ela ia sendo construída, contribuíram sem dúvida para este "milagre", ao qual não terá também sido alheia a organização perfeita e a adequada gestão de toda esta mão de obra.

## Controvérsia
Um artigo sobre os investimentos em infra-estrutura na China, pela revista The Economist afirma, "Xangai tem tido uma tendência nos últimos anos para gastar muito dinheiro em projectos de questionável valor ...."
O investimento na Ponte de Donghai e do novo porto em águas profundas Yangshan poderia ter sido mais bem gastos da expansão do porto em águas profundas existentes nas proximidades Ningbo. O Hangzhou Bay Bridge Ningbo irá tornar ainda mais acessível para Xangai.

## O futuro
Com a sucessiva ampliação do porto das ilhas Yangshan, com o apogeu previsto para cerca do ano 2020, e com a construção de vias de ligação ao aeroporto e ao comboio de alta velocidade, será de prever um sucessivo aumento do tráfego na ponte de Donghai, com o uso intensivo pelos veículos pesados de transporte de contentores.